# Gymnastikos Athlītikos Syllogos Veroia
Il Gymnastikos Athlītikos Syllogos Veroia (in greco: Γυμναστικός Αθλητικός Σύλλογος Βέροια), meglio noto come Veria, è stata una società calcistica greca con sede nella città di Veria, nella Macedonia Centrale.

## Storia
Il Veria venne fondato nel 1960 quando due squadre locali (l'Hermes e il Vermio) si fusero. Il soprannome della squadra è "Regina del Nord" oppure "Rossoblu". Nel maggio 2007 il Veria si è piazzato al terzo posto in Beta Ethniki e ha così conquistato la promozione in massima serie per la stagione 2007-2008.

## Rosa 2016-2017
| N. |                        | Ruolo | Calciatore                |
| -- | ---------------------- | ----- | ------------------------- |
| 1  | Grecia (bandiera)      | P     | Georgios Kantimiris       |
| 2  | Grecia (bandiera)      | D     | Stavros Vasilantonopoulos |
| 3  | Ghana (bandiera)       | D     | Mark Asigba               |
| 4  | Grecia (bandiera)      | D     | Chrīstos Melissīs         |
| 5  | Grecia (bandiera)      | D     | Stelios Marangos          |
| 6  | Francia (bandiera)     | D     | Mohamadou Sissoko         |
| 7  | Spagna (bandiera)      | C     | Toni Calvo                |
| 8  | Spagna (bandiera)      | C     | Antonio Tomás             |
| 9  | Grecia (bandiera)      | A     | Pantelīs Kapetanos        |
| 10 | Messico (bandiera)     | C     | Pedro Arce                |
| 11 | Serbia (bandiera)      | C     | Kristijan Miljević        |
| 14 | Spagna (bandiera)      | C     | Sisi                      |
| 17 | Paesi Bassi (bandiera) | C     | Jeffrey Sarpong           |
| 18 | Spagna (bandiera)      | D     | Iván Malón                |

| N. |                      | Ruolo | Calciatore              |
| -- | -------------------- | ----- | ----------------------- |
| 19 | Grecia (bandiera)    | C     | Giannīs Papadopoulos    |
| 20 | Grecia (bandiera)    | A     | Dimitrios Melikiotis    |
| 21 | Francia (bandiera)   | D     | Cyril Kali              |
| 22 | Grecia (bandiera)    | C     | Panagiotis Linardos     |
| 25 | Grecia (bandiera)    | C     | Sōtīrīs Mpalafas        |
| 26 | Australia (bandiera) | C     | Terry Antonis           |
| 28 | Argentina (bandiera) | A     | Pablo Vitti             |
| 30 | Grecia (bandiera)    | P     | Theodoros Venetikidis   |
| 55 | Spagna (bandiera)    | P     | Jonathan López          |
| 71 | Grecia (bandiera)    | C     | Manolis Papasterianos   |
| 88 | Georgia (bandiera)   | D     | Giorgi Navalovsk'i      |
| 95 | Grecia (bandiera)    | C     | Giannis Charontakis     |
| 96 | Grecia (bandiera)    | C     | Dimitrios Mavrias       |
|    | Grecia (bandiera)    | A     | Vasilios Konstantinidis |

## Rosa 2015-2016
| N. |                      | Ruolo | Calciatore          |
| -- | -------------------- | ----- | ------------------- |
| 1  | Grecia (bandiera)    | P     | Georgios Kantimiris |
| 2  | Brasile (bandiera)   | D     | Neto                |
| 3  | Francia (bandiera)   | D     | Cyril Kali          |
| 4  | Spagna (bandiera)    | D     | Raúl Bravo          |
| 5  | Grecia (bandiera)    | D     | Stelios Marangos    |
| 6  | Argentina (bandiera) | C     | Roberto Battión     |
| 7  | Grecia (bandiera)    | C     | Giōrgos Geōrgiadīs  |
| 8  | Serbia (bandiera)    | C     | Branko Ostojić      |
| 9  | Grecia (bandiera)    | A     | Thōmas Nazlidīs     |
| 10 | Grecia (bandiera)    | C     | Dīmītrīs Anakoglou  |
| 13 | Comore (bandiera)    | C     | Mohamed Youssouf    |
| 14 | Zambia (bandiera)    | A     | Rodgers Kola        |
| 15 | Messico (bandiera)   | C     | Pedro Arce          |
| 18 | Spagna (bandiera)    | D     | Iván Malón          |
| 19 | Grecia (bandiera)    | C     | Anestis Karakostas  |

| N. |                                 | Ruolo | Calciatore           |
| -- | ------------------------------- | ----- | -------------------- |
| 20 | Grecia (bandiera)               | A     | Dimitrios Melikiotis |
| 21 | Grecia (bandiera)               | C     | Alexandros Vergonis  |
| 22 | Grecia (bandiera)               | C     | Stefanos Siontīs     |
| 23 | Francia (bandiera)              | D     | William Edjenguélé   |
| 25 | Grecia (bandiera)               | D     | Sōtīrīs Mpalafas     |
| 28 | Grecia (bandiera)               | D     | Vangelis Nastos      |
| 31 | Grecia (bandiera)               | D     | Dimitrios Giannoulis |
| 33 | Grecia (bandiera)               | A     | Dīmītrios Manos      |
| 44 | Grecia (bandiera)               | D     | Achilleas Poungouras |
| 55 | Spagna (bandiera)               | P     | Jonathan López       |
| 77 | Bosnia ed Erzegovina (bandiera) | A     | Saša Kajkut          |
| 86 | Polonia (bandiera)              | C     | Radosław Majewski    |
| 93 | Algeria (bandiera)              | C     | Djamel Abdoun        |
| 96 | Grecia (bandiera)               | P     | Georgios Vasiliadis  |

## Rosa 2014-2015
| N. |                        | Ruolo | Calciatore           |
| -- | ---------------------- | ----- | -------------------- |
| 1  | Grecia (bandiera)      | P     | Georgios Kantimiris  |
| 3  | Francia (bandiera)     | D     | Cyril Kali           |
| 4  | Spagna (bandiera)      | D     | José Catalá          |
| 5  | Grecia (bandiera)      | D     | Angelos Vertzos      |
| 6  | Argentina (bandiera)   | C     | Roberto Battión      |
| 7  | Grecia (bandiera)      | C     | Nikolaos Kaltsas     |
| 8  | Serbia (bandiera)      | C     | Branko Ostojić       |
| 9  | Argentina (bandiera)   | A     | Javier Cámpora       |
| 10 | Paesi Bassi (bandiera) | A     | Nigel Hasselbaink    |
| 11 | Grecia (bandiera)      | A     | Kenan Mpargkan       |
| 12 | Algeria (bandiera)     | C     | Djamel Abdoun        |
| 13 | Grecia (bandiera)      | C     | Kōstas Panagiōtoudīs |
| 14 | Spagna (bandiera)      | C     | David Vázquez        |
| 15 | Messico (bandiera)     | C     | Pedro Arce           |
| 16 | Grecia (bandiera)      | C     | Giōrgos Katidīs      |

| N. |                      | Ruolo | Calciatore            |
| -- | -------------------- | ----- | --------------------- |
| 18 | Spagna (bandiera)    | D     | Iván Malón            |
| 19 | Camerun (bandiera)   | C     | Cédric Mandjeck       |
| 21 | Grecia (bandiera)    | C     | Alexandros Vergonis   |
| 22 | Spagna (bandiera)    | P     | Xavier Ginard Torres  |
| 23 | Grecia (bandiera)    | D     | Dimitrios Amarantidis |
| 24 | Spagna (bandiera)    | C     | Jokin Esparza         |
| 25 | Grecia (bandiera)    | D     | Sōtīrīs Mpalafas      |
| 31 | Comore (bandiera)    | A     | Ben Nabouhane         |
| 32 | Grecia (bandiera)    | C     | Charalampos Pavlidis  |
| 55 | Grecia (bandiera)    | D     | Vangelis Tsiamis      |
| 71 | Grecia (bandiera)    | P     | Dimitris Chomsioglou  |
| 77 | Grecia (bandiera)    | C     | Giōrgos Geōrgiadīs    |
| 92 | Australia (bandiera) | A     | Theo Markelis         |
| 99 | Serbia (bandiera)    | A     | Zvonimir Vukić        |
|    | Grecia (bandiera)    | C     | Giōrgos Fōtakīs       |

## Palmarès

### Competizioni nazionali
- Beta Ethniki: 2

1969-1970, 1976-1977
- Gamma Ethniki: 3

2004-2005 (girone 2), 2009-2010 (girone 2), 2018-2019 (gruppo 2)
- Delta Ethniki: 1

2002-2003 (gruppo 3)

### Altri piazzamenti
- Football League (Grecia):

Secondo posto: 2011-2012
- Beta Ethniki:

Secondo posto: 1985-1986, 1995-1996
Terzo posto: 2006-2007
- Gamma Ethniki:

Secondo posto: 1992-1993 (gruppo 2)
Terzo posto: 1991-1992 (gruppo 2)